# Томасвілл (Алабама)
Томасвілл (англ. Thomasville) — місто (англ. city) в США, в окрузі Кларк штату Алабама. Населення — 3649 осіб (2020).

## Географія
Томасвілл розташований за координатами 31°54′40″ пн. ш. 87°44′31″ зх. д. / 31.91111° пн. ш. 87.74194° зх. д. (31.911085, -87.741848). За даними Бюро перепису населення США в 2010 році місто мало площу 22,60 км², уся площа — суходіл.

## Демографія
Згідно з переписом 2010 року, у місті мешкало 4209 осіб у 1737 домогосподарствах у складі 1128 родин. Густота населення становила 186 осіб/км². Було 1983 помешкання (88/км²).
Расовий склад населення:
| - 51,3 % — чорних або афроамериканців - 46,8 % — білих - 0,7 % — азіатів - 0,2 % — корінних американців |

До двох чи більше рас належало 0,5 %. Частка іспаномовних становила 1,3 % від усіх жителів.
За віковим діапазоном населення розподілялося таким чином: 26,0 % — особи молодші 18 років, 57,7 % — особи у віці 18—64 років, 16,3 % — особи у віці 65 років та старші. Медіана віку мешканця становила 38,4 року. На 100 осіб жіночої статі у місті припадало 78,1 чоловіків; на 100 жінок у віці від 18 років та старших — 72,3 чоловіків також старших 18 років.
Середній дохід на одне домашнє господарство становив 57 273 долари США (медіана — 36 146), а середній дохід на одну сім'ю — 75 553 долари (медіана — 51 553). За межею бідності перебувало 13,3 % осіб, у тому числі 5,4 % дітей у віці до 18 років та 18,6 % осіб у віці 65 років та старших.
Цивільне працевлаштоване населення становило 1621 осіб. Основні галузі зайнятості: роздрібна торгівля — 22,0 %, виробництво — 19,6 %, освіта, охорона здоров'я та соціальна допомога — 11,0 %, сільське господарство, лісництво, риболовля — 10,8 %.